# The Agency (serie televisiva 2024)
The Agency è una serie televisiva franco-statunitense ideata e scritta da Jez e John-Henry Butterworth. Remake della serie francese Le Bureau - Sotto copertura di Éric Rochant, vede come protagonisti Michael Fassbender, Jeffrey Wright, Jodie Turner-Smith e Richard Gere. La serie ha debuttato il 29 novembre 2024 su Paramount+.

## Trama
La CIA possiede un dipartimento incaricato di formare e gestire agenti segreti in missioni a lungo termine che vivono sotto copertura per anni, allo scopo di identificare e reclutare fonti di intelligence. Uno di loro, nome in codice Martian, viene richiamato con un breve preavviso ma ha difficoltà ad abbandonare la sua ultima falsa identità, soprattutto quando, una volta rientrato a Londra, vi ritrova la sua amante, Samia Zahir, che aveva dovuto abbandonare per rientrare in sede.

## Episodi
| Stagione       | Episodi | Pubblicazione |
| -------------- | ------- | ------------- |
| Prima stagione | 10      | 2024-2025     |

## Personaggi e interpreti

### Principali
- Martian / Brandon Cunningham / Paul Lewis, interpretato da Michael Fassbender, doppiato da Francesco Prando.
Agente speciale della CIA che ha trascorso gli ultimi sei anni sotto copertura ad Addis Abeba che viene richiamato nel quartier generale di Londra.
- Henry Ogletree, interpretato da Jeffrey Wright, doppiato da Francesco Bulckaen.
Capo delle strategie della sede CIA di Londra.
- Dott.ssa Samia Fatima Zahir, interpretata da Jodie Turner-Smith, doppiata da Perla Liberatori.
Ex professoressa di antropologia all'Università di Addis Abeba che intrattiene una relazione extraconiugale con Martian. Arrivata a Londra, assume il ruolo di direttrice del centro sudanese per i beni culturali.
- Naomi, interpretata da Katherine Waterston, doppiata da Francesca Manicone.
Agente della CIA e supervisore di Martian.
- Dott.ssa Blake, interpretata da Harriet Sansom Harris, doppiata da Angiola Baggi.
Psicologa clinica giunta da Langley per valutare la salute mentale di tutto il dipartimento della CIA a Londra.
- Owen, interpretato da John Magaro, doppiato da Alessandro Quarta.
Agente della CIA e supervisore di Coyote.
- Daniela "Danny" Ruiz Morata, interpretata da Saura Lightfoot-Leon, doppiata da Ludovica Bebi.
Giovane agente sotto copertura e nuova recluta pronta a intraprendere la sua prima missione in Iran.
- Nonno, interpretato da Andrew Brooke, doppiato da Stefano Starna.
Agente della CIA che sorveglia Martian.
- Poppy Cunningham, interpretata da India Fowler, doppiata da Chiara Fabiano.
Figlia adolescente di Martian.
- Reza Mortazevi, interpretato da Reza Brojerdi, doppiato da Francesco Pezzulli.
Professore di sismologia iraniano che gestisce un programma di scambio, scegliendo un candidato da portare a Teheran per un anno.
- Coyote, interpretato da Alex Reznik.
Agente della CIA arrestato in Bielorussia.
- Jim Bosko / James Bradley, interpretato da Richard Gere, doppiato da Mario Cordova.
Capo della stazione della CIA di Londra.

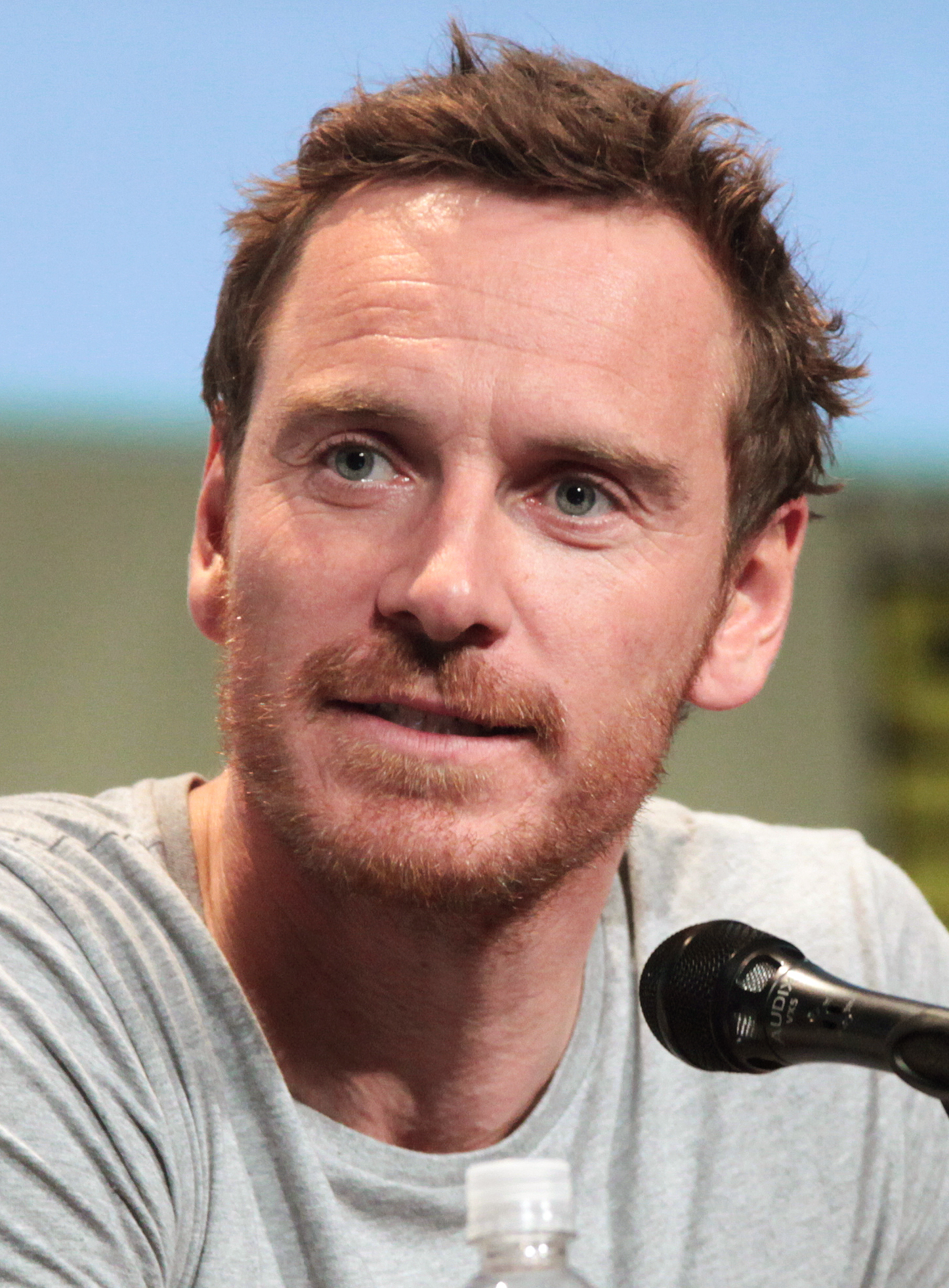
Michael Fassbender
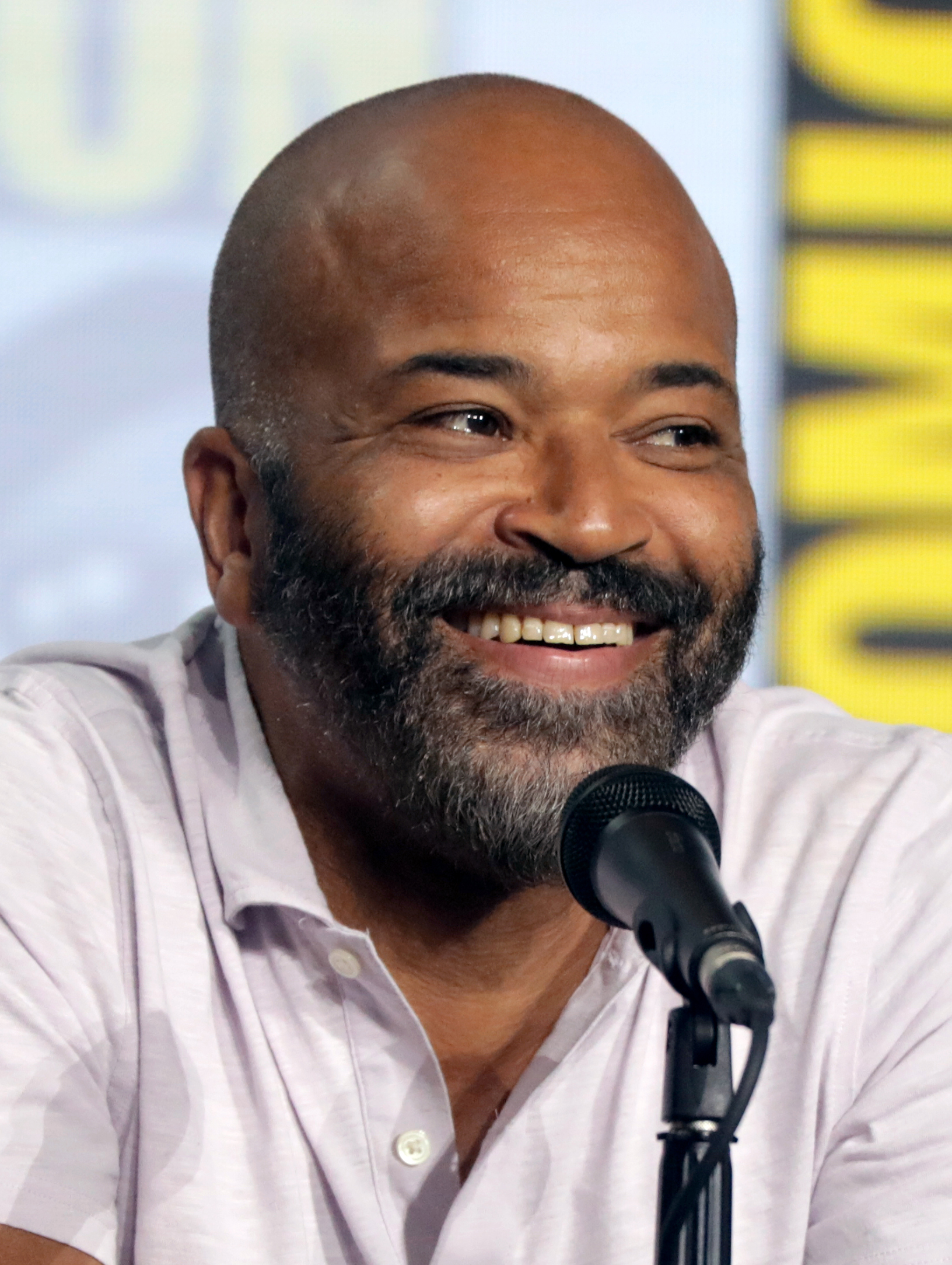
Jeffrey Wright
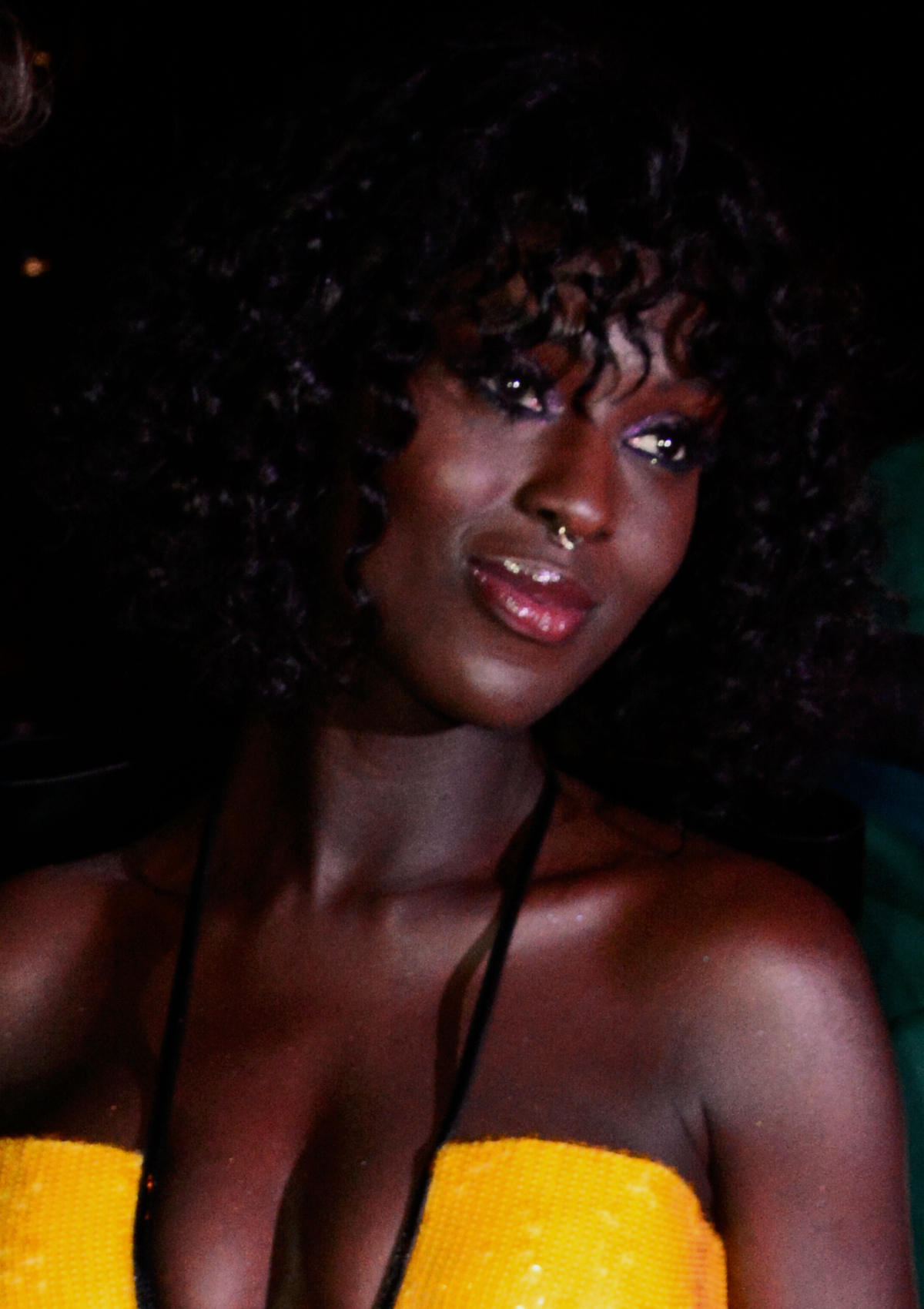
Jodie Turner-Smith
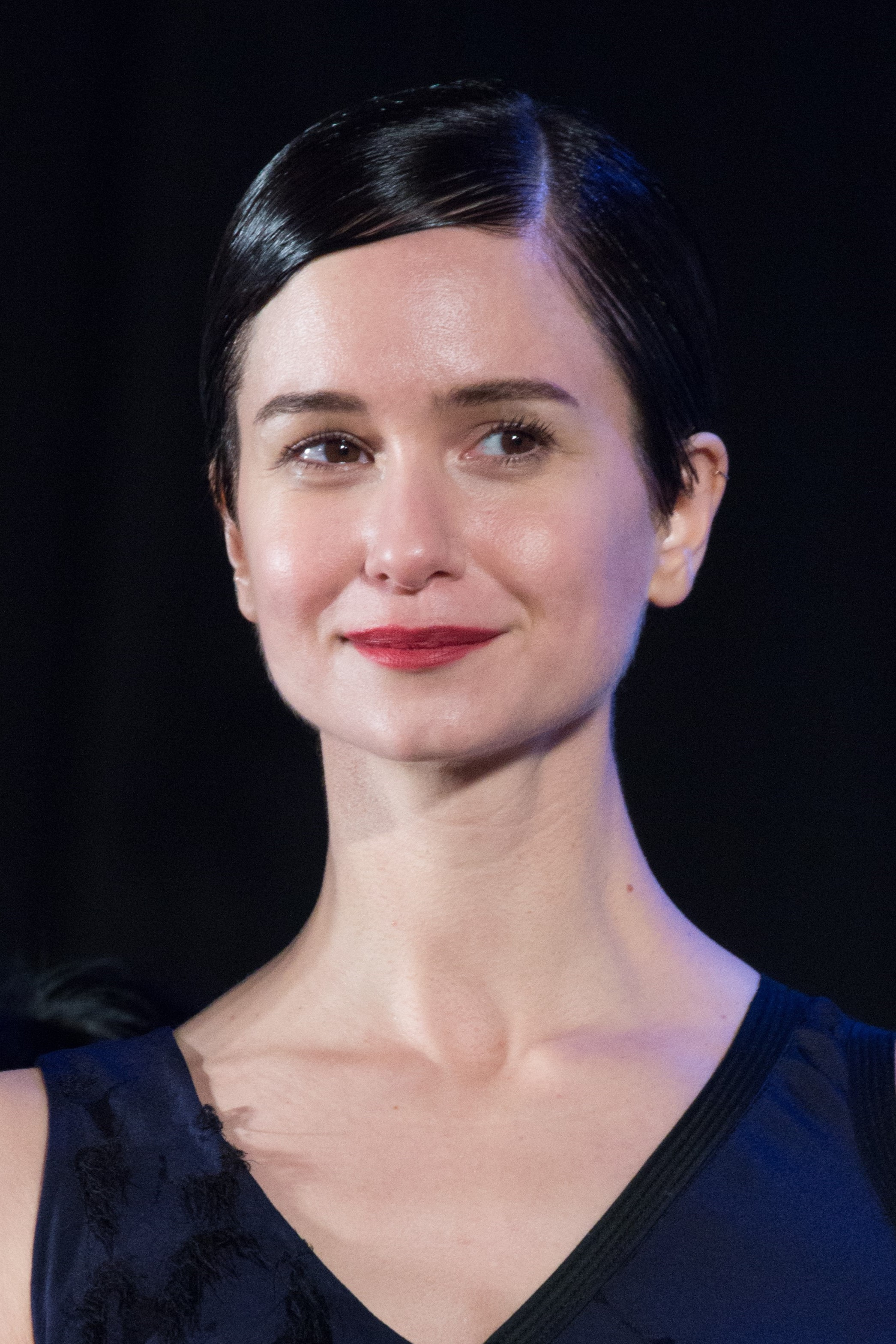
Katherine Waterston
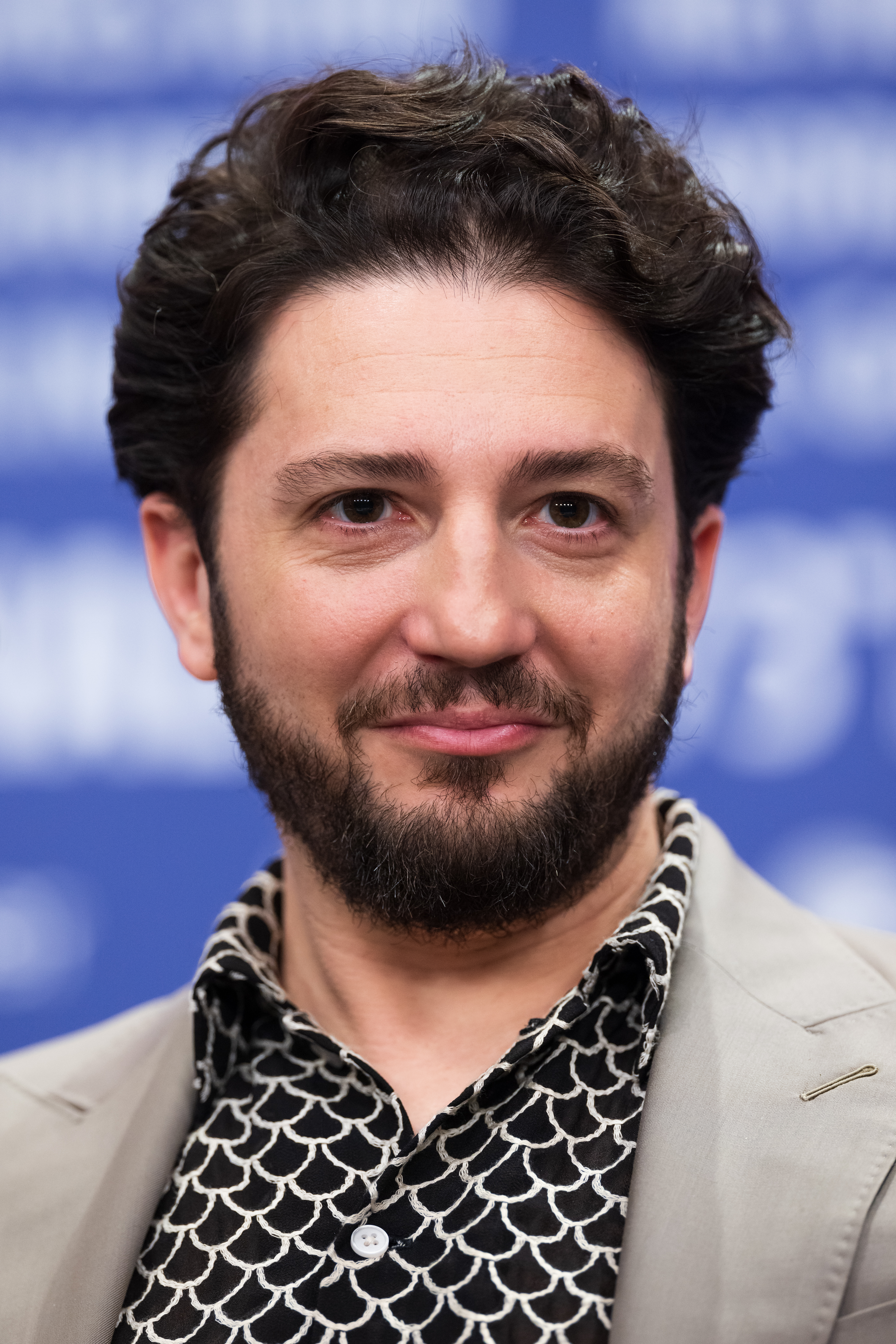
John Magaro
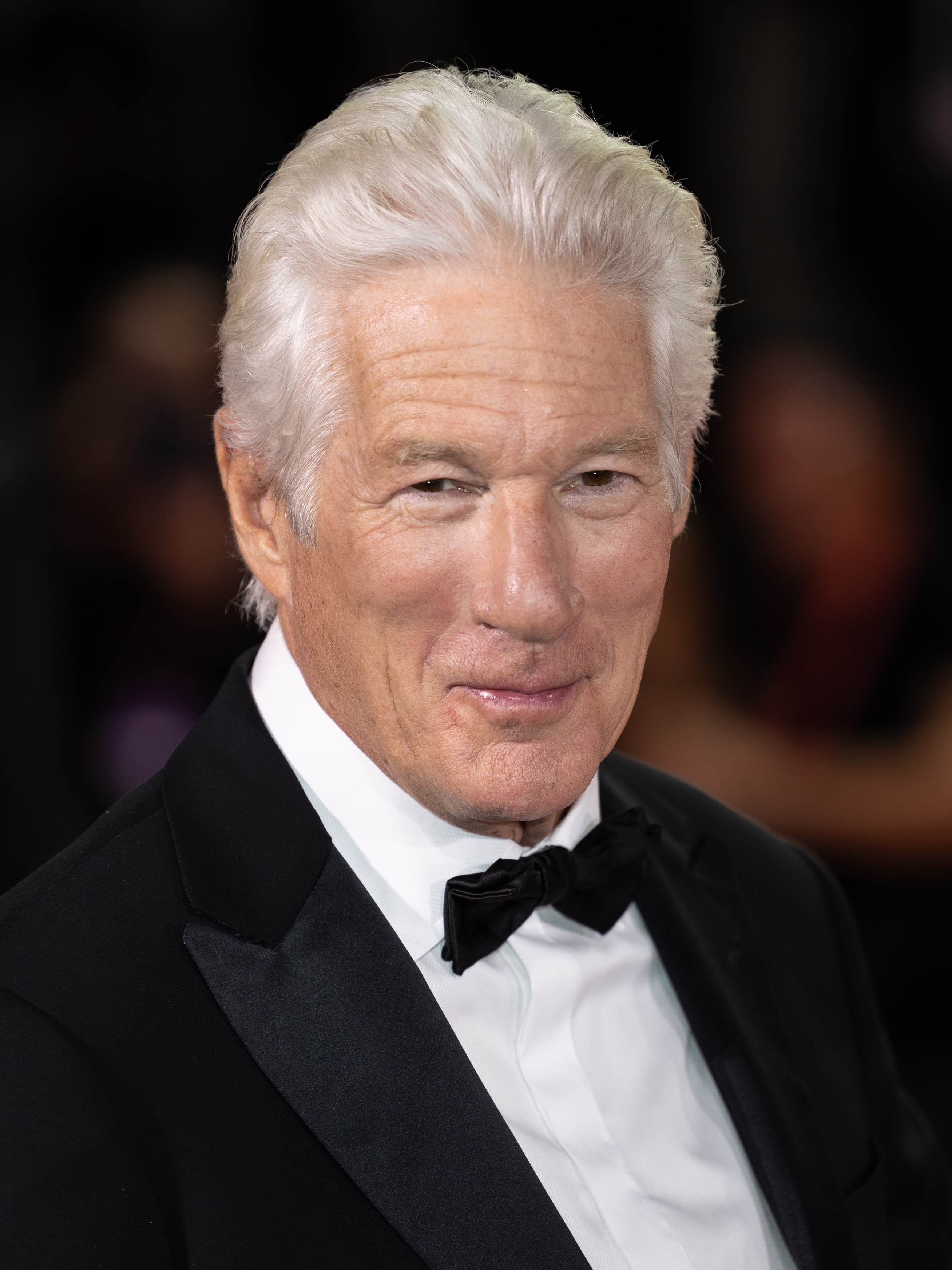
Richard Gere

### Ricorrenti
- Nonna, interpretato da Adam Nagaitis, doppiato da Simone Crisari.
Agente della CIA che sorveglia Martian insieme a Nonno.
- Simon, interpretato da Bilal Hasna, doppiato da Tito Marteddu.
Giovane informatico della CIA nella stazione di Londra.
- Ben, interpretato da Tom Vaughan-Lawlor.
Esperto informatico della CIA nella stazione di Londra.
- Raine Miller, interpretata da Sabrina Wu.
Agente della CIA.
- Blair, interpretata da Ambreen Razia, doppiata da Lucrezia Marricchi.
Agente della CIA ed ex supervisore di Coyote.
- Dott. Charlie Remy, interpretato da Edward Holcroft, doppiato da Emanuele Ruzza.
Cognato di Henry e agente della CIA che lavora sotto copertura come medico del WMHR in Ucraina.
- Dott. Koval, interpretato da Sergej Onopko, doppiato da Paolo Vivio.
Soldato delle forze speciali ucraine sotto copertura insieme a Charlie e Boutenko.
- Boutenko, interpretato da Oleksandr Rudynskyy.
Soldato sotto copertura delle forze speciali ucraine insieme a Charlie e Koval.
- Osman, interpretato da Kurt Egyiawan, doppiato da Stefano Crescentini.
Agente dell'intelligence sudanese incaricato di pedinare Samia.
- James Richardson, interpretato da Hugh Bonneville, doppiato da Mauro Gravina.
Agente dell'MI6 e amico di Martian.
- Guo, interpretato da Curtis Lum, doppiato da Gabriele Patriarca.
Agente cinese del MSS che protegge Samia.
- Generale Volchok, interpretato da Juris Zagars, doppiato da Gerolamo Alchieri.
Generale bielorusso che tiene in ostaggio Coyote.

### Guest star
- Direttore della CIA, interpretato da Dominic West, doppiato da Simone D'Andrea.
Direttore della CIA a Langley.
- Frank, interpretato da Alex Jennings, doppiato da Massimo Rossi.
Capo delle tattiche della sede CIA di Londra.
- Dozer, interpretata da Ray BLK.
Agente della CIA che sorveglia Martian.
- Emily Ogletree, interpretata da Annabel Mullion, doppiata da Antonella Baldini.
Moglie di Henry.

## Produzione

### Sviluppo
Nel 2017 è stato annunciato che si stava realizzando un remake della serie francese Le Bureau - Sotto copertura creata da Éric Rochant, e che sarebbero stati coinvolti nel progetto Alex Berger e Éric Rochant. Nel novembre 2018, Alex Berger ha dichiarato: «La versione statunitense, se verrà realizzata, è un adattamento di  Le Bureau - Sotto copertura ma è ambientata alla CIA e prevede un altro ambito, altri interessi geopolitici e un'altra organizzazione che è ampiamente ispirata a  Le Bureau. Si intitolerà The Department.
Nel febbraio 2023 è stato comunicato che Showtime aveva avviato la produzione della serie. Questa nuova versione è prodotta da George Clooney e Grant Heslov (tramite la loro casa di produzione Smokehouse Pictures), affiancati da The Originals Productions e 101 Studios. George Clooney inizialmente avrebbe dovuto dirigere due episodi.
Joe Wright è stato assunto come regista dei primi due episodi mentre Jez e John-Henry Butterworth hanno scritto la sceneggiatura.
Il 4 dicembre 2024 Paramount ha rinnovato la serie per una seconda stagione, con il titolo di The Agency: Central Intelligence.

### Casting
Nel giugno 2024 è stata diffusa la notizia che Michael Fassbender avrebbe interpretato il ruolo di protagonista, oltre a essere il produttore esecutivo della serie. Nei mesi seguenti, si sono uniti al cast Jeffrey Wright, Richard Gere, Jodie Turner-Smith, Katherine Waterston e John Magaro .
In seguito, nell'agosto 2024, sono stati comunicati altri interpreti, tra cui Alex Reznik, Andrew Brooke, Harriet Sansom Harris, India Fowler e Saura Lightfoot-Leon, oltre a Hugh Bonneville e Dominic West in ruoli ricorrenti.
Nel giugno 2025 Christian Ochoa Lavernia è stato annunciato nel cast principale della seconda stagione, mentre Clayne Crawford, Keanush Tafreshi, Medalion Rahimi, Raza Jaffrey e Tessa Ferrer in quello ricorrente.

### Riprese
La lavorazione è iniziata nel marzo 2024 a Londra. Nel settembre seguente le riprese si sono svolte a Tallinn.
Le riprese della seconda stagione sono iniziate nel giugno 2025 a Londra.

## Distribuzione
Negli Stati Uniti The Agency è distribuita su Paramount+ dal 29 novembre 2024 mentre nei Paesi in cui la piattaforma è presente, è resa disponibile dal giorno seguente.

### Edizione italiana
La direzione del doppiaggio è a cura di Antonella Baldini su dialoghi di Gabriele Castagna, per conto di CD Cine Dubbing.

## Accoglienza

### Critica
La serie ha ricevuto recensioni generalmente positive dalla critica. Rotten Tomatoes riporta il 68% delle recensioni professionali positive, con un voto medio di 6,10 su 10 basato su 40 critiche. Il consenso critico del sito web indica: «Evidenziando il pesante tributo del mestiere della spia con un risultato sia allettante che seccante, The Agency colloca il suo cast stellare in un mondo di spionaggio sontuosamente riprodotto.» Metacritic, invece, ha assegnato un punteggio di 66 su 100 basato su 22 recensioni, indicando "recensioni generalmente favorevoli".

### Primati
Secondo Paramount, il primo episodio ha attirato 5,1 milioni di telespettatori in tutto il mondo sulla piattaforma di streaming, cosa che la rende la produzione Showtime Studios più vista nella storia dell'emittente.